# Haflinger (véhicule)
Pour les articles homonymes, voir Haflinger (homonymie).
Le Steyr-Puch Haflinger est un véhicule tout-terrain léger de la marque autrichienne Steyr-Puch. Il a été produit entre 1959 et 1974, principalement comme véhicule militaire pour l'armée autrichienne et suisse, mais aussi comme véhicule civil. Son nom a été choisi en référence aux poneys Haflinger, également robustes et autrichiens.

## Description
C'est un véhicule conçu pour la pratique du tout-terrain. Son moteur est à l'arrière, il ne possède pas de châssis proprement dit, mais une poutre centrale longitudinale, qui renferme l'arbre de transmission, et qui supporte les trains roulants. La garde au sol est très importante grâce à des réducteurs entre les « demi-arbres » et les roues, qui constituent ce qui est appelé des « ponts-portiques ».
Le moteur à essence bicylindre est disposé à l'arrière. Sa cylindrée est de 643 cm3, sa puissance de 24 ch (27 ch à partir de 1968) et il est refroidi par air. C'est le même moteur qui équipe la Fiat Steyr 126 fabriquée en Autriche. 
La transmission (intégrale) est composée d'une boîte de vitesses synchronisée à quatre vitesses, d'une boite de transfert synchronisée, d'un crabotage du train avant, et les différentiels avant et arrière sont blocables.
La masse totale en charge est de 1 100 kg.

## Histoire

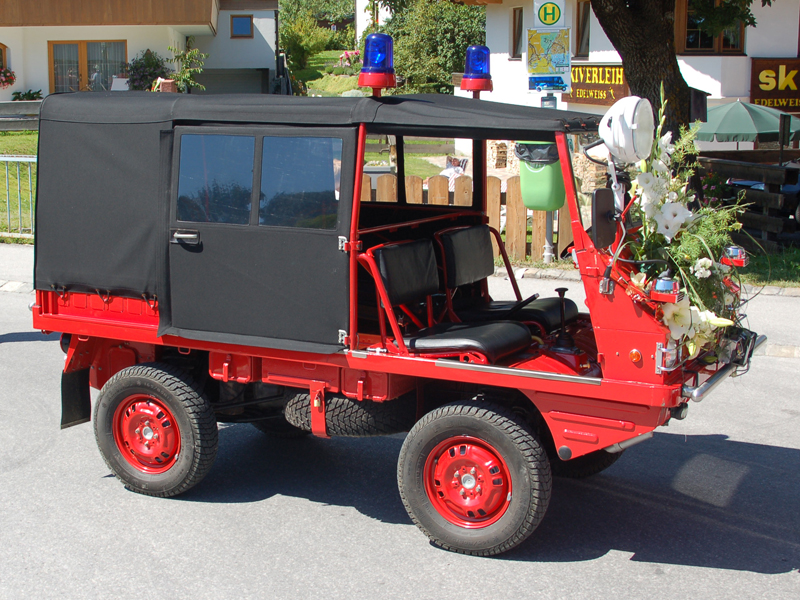
Un Haflinger de pompiers.

Le Haflinger a été conçu en 1958 par les bureaux d'études Steyr-Puch. Il a été fabriqué jusqu'en 1973 en Autriche à destination des armées de plusieurs pays, notamment autrichienne et suisse.
Les capacités du Haflinger en tout-terrain l'ont fait choisir par de nombreux adeptes de trial 4×4, tant en catégorie « série » que « prototype ».
Au total, 16 657 exemplaires du Haflinger ont été produits.

## Variantes
Le Haflinger a subi peu de modifications durant la période de production :
- série 1 : boîte à 4 vitesses (modèle d'origine) ;
- série 2 : boîte à 5 vitesses (plus sur-démultiplication) et moteur plus puissant. Éventuellement avec empattement allongé ;
- Polycab : à la demande, avec une cabine complètement fermée en fibre de verre ;
- autoneige : avec les roues remplacées par une chenille[réf. nécessaire] ;
- version pour l'armée suisse : version intermédiaire entre la série 1 et 2, avec pare-chocs et capote spécifiques pour une version plateforme pour le système de missiles antichars filoguidés Bantam BB65 ;
- version pour les États-Unis : Pathfinder, adaptée à la législation américaine.

## Utilisateurs militaires
Environ 7000 Halfinger ont été en service au sein des armées autrichienne, suisse et australienne ainsi que dans la Royal Navy britannique.
Dans l'Armée suisse, 1 500 Steyr Puch Haflinger de la première série (0,4 tonne, quatre vitesses) sont mis en service à partir de 1961. Les 1 746 Haflinger 700 AP de la seconde série (0,47 tonne, cinq vitesses) sont mis en service à partir de 1967. De 1969 à environ 1994, deux cents Steyr Puch 700 AP Haflinger ont été utilisés dans les troupes d'infanterie comme plateforme de tir pour le système de missiles antichars Bantam BB65.

### Véhicules comparables
- Falcata (véhicule)
- M274, plate-forme motorisée plutôt que véhicule
- Fresia F18, plate-forme motorisée plutôt que véhicule
- ARGO ATV véhicule tout-terrain léger et amphibie.
- Corvus DX4
- Quatripole Q-150D